# Avenue Jean-Jaurès (Montrouge)
Pour les articles homonymes, voir Avenue Jean-Jaurès.
L’avenue Jean-Jaurès est une voie de communication de Montrouge. Elle suit le tracé de la route départementale 63.

## Situation et accès

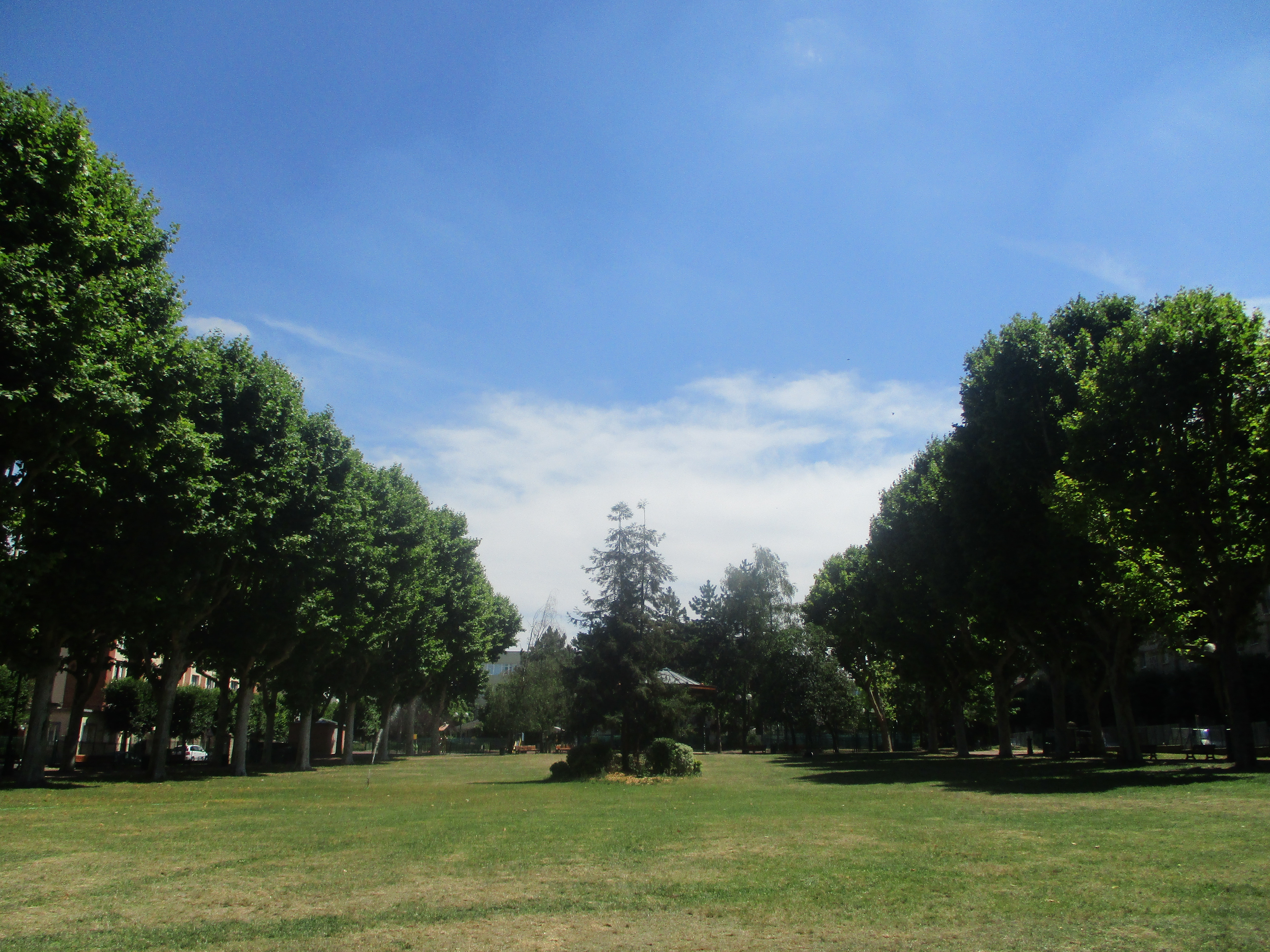
Le square Renaudel.

Orientée du sud-ouest au nord-est, cette avenue arborée de platanes traverse notamment la place Jean-Jaurès puis la place des États-Unis, pour se terminer à l'angle de l'avenue de la Marne et de l'avenue Marx-Dormoy.
Elle est accessible par la station de métro Mairie de Montrouge sur la ligne 4 du métro de Paris et par la station de métro Châtillon - Montrouge sur la ligne 14.

## Origine du nom
Le nom de cette avenue rend hommage à l'homme politique socialiste français Jean Jaurès.

## Historique
Elle est tracée dans les années 1920 afin d'ouvrir un accès vers Châtillon - Montrouge à partir de l'Hôtel-de-Ville, et prend tout d'abord le nom d'avenue de la Gare.

## Bâtiments remarquables et lieux de mémoire
- Parc Jean-Loup-Metton.

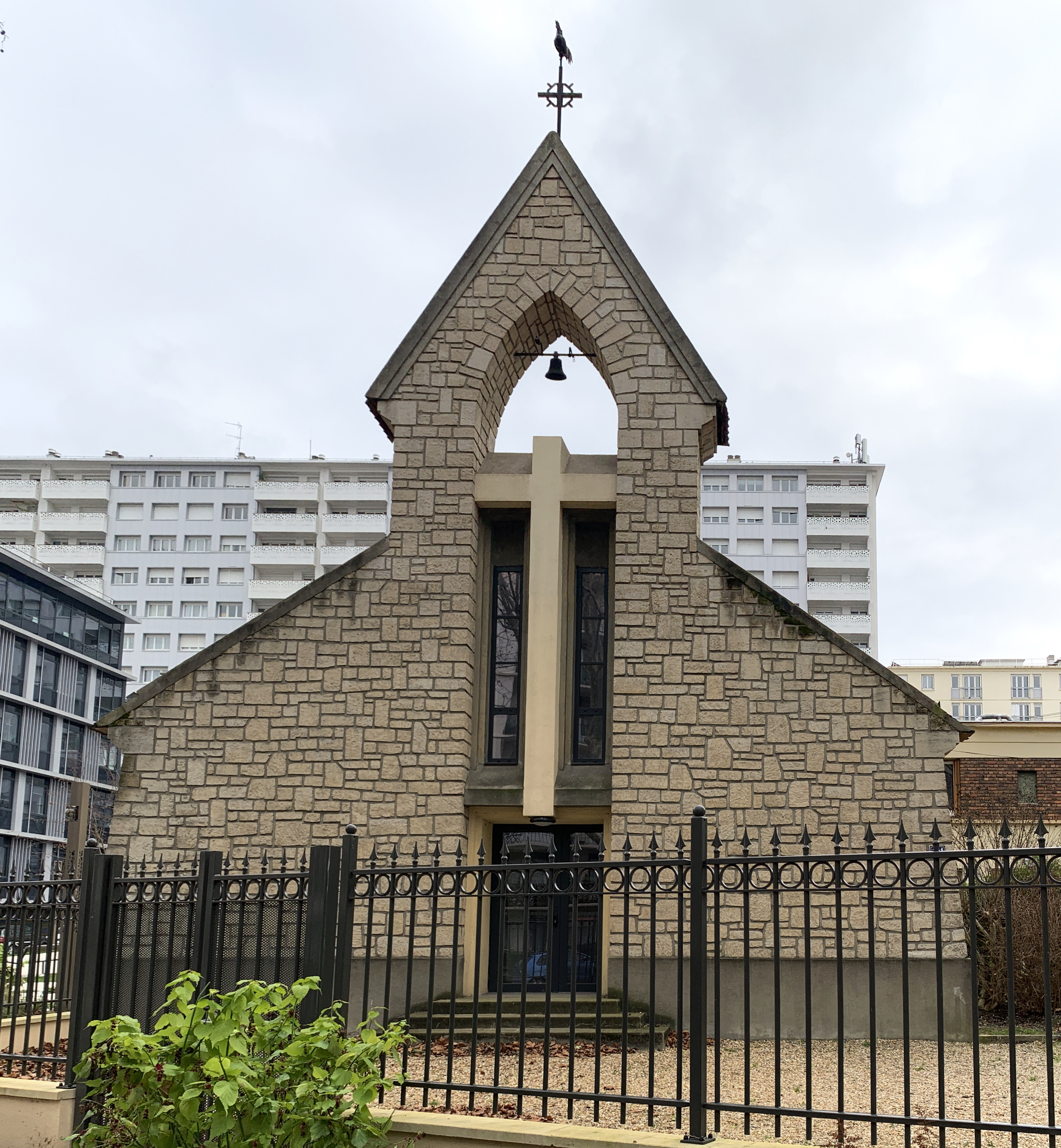
Chapelle Saint-Raymond.

- No 51 : emplacement de l'ancienne usine Areva Montrouge, fermée en août 2008. Loué par la municipalité et provisoirement rebaptisé La Fabrique, le site a accueilli le Salon d'art contemporain de Montrouge de 2009 à 2011[4].
- No 101 : église Saint-Joseph-Saint-Raymond de Montrouge construite dans les années 1960, et une chapelle attenante datant de 1936.
- No 118 : square Renaudel[5], nommé en hommage à l'homme politique Pierre Renaudel (1871-1935)[6].